# インゲンマメ

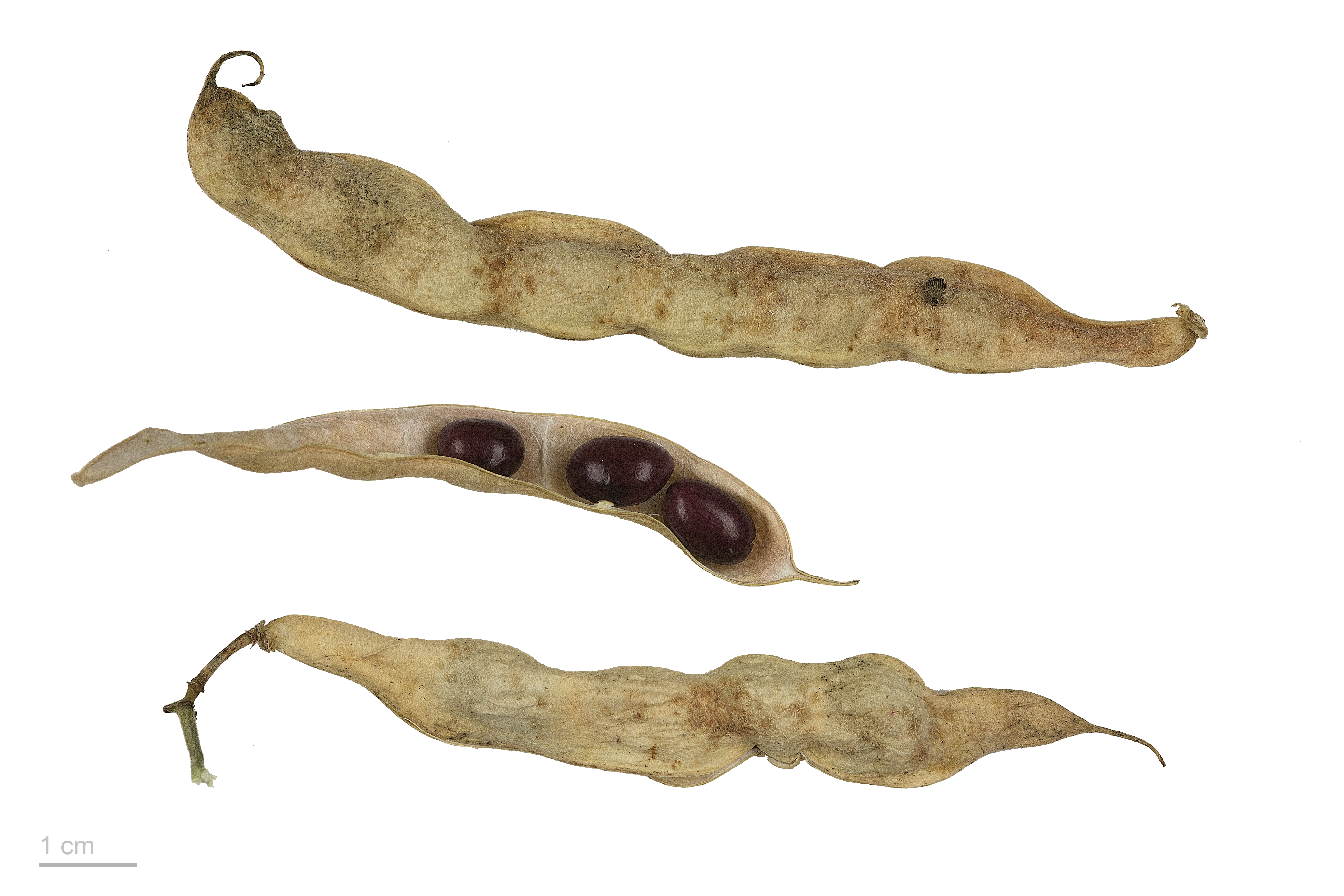
Phaseolus vulgaris”

インゲンマメ（隠元豆、眉児豆、Phaseolus vulgaris）はマメ亜科の一年草。別名、サイトウ（菜豆）、サンドマメ（三度豆）、ゴガツササゲ（五月豇豆）。
主に西日本でフジマメ（藤豆、別名・センゴクマメ（千石豆）、アジマメ（藊豆）など）のことを「インゲンマメ」と呼ぶ地域があり、両種は混同されやすいが、別種である。

## 歴史
メキシコなど中央アメリカ、南米アンデスの原産とされる。古代からインゲンマメは南北アメリカ大陸での主要作物となっており、アステカ帝国では乾燥させたインゲンを税の物納品目として徴収していた。コロンブスによるアメリカ大陸発見時に、アメリカ全土に広がったとされる。
ヨーロッパには、コロンブスの二度目の航海の後に持ち込まれたが、当初はアメリカ原産であることは知られず、カズラの新種と思われていた。16世紀には育てやすく食べやすい作物として栽培されるようになった。特にギリシャなど地中海沿岸地域では、ソラマメ中毒にならない健康に良い豆として受け入れられていた。
フランスはこの豆の利用に熱心で、様々な料理を作った。中でも若いインゲンを莢ごと調理する料理、アリコ・ヴェルが好まれ、そのためにフラジョレという専用の品種を作った。他の国も豆料理をフランス料理風の名でよぶ場合が多くなり、今日でも英語圏では莢ごと食べる方法をフレンチスタイル、フレンチビーンとよぶ。
16世紀末にヨーロッパを経由して中国に伝わり、17世紀に日本に伝わったといわれている。1654年の江戸時代、明からの帰化僧・隠元隆琦が日本に持ち込んだとされることからこの名がついた。実際にはフジマメ（藤豆、フジマメ属）を持ち帰ったという説もある。このためかどうか不明だが、上方（関西）では伝統的にフジマメをインゲンマメと呼び、インゲンマメはフジマメ、サヤインゲンは三度豆と呼ぶ。

## 生態
一年生草本。茎はつる性の品種とつるなしの品種とがあり、つる性の品種の方がつるなし品種よりも収穫期間が長く、収穫量が多くなる。つるあり種は、高さ1.5 - 3メートルになり、支柱を立てて栽培する。夏に、白またはピンク色の花をつけ、秋に長いさやをつける。肥料を多く必要とせず、畑が肥えていなくても作りやすい。

## 人間との関係
濃厚なうまみを持ち栄養価も高い優秀な食用種として知られ、原産地である中南米以外でも世界的に利用されている。マメ類では最も生産量が多い。完熟した豆を利用する以外にも若い鞘ごと食べることもよく行われ、役所の統計上は前者を穀物、後者を野菜類として扱うことがある。栄養面としてはタンパク質豊富なこと以外にも、身近な食材としては最も食物繊維を含む食材の一つであり、腸内細菌への影響も注目されている 。食用に当たっては他のマメ類同様に加熱による毒抜きが必須で、生食では中毒する（後述）
学校では、主に種子などを使用して実験をすることが多い。

### 主な種類
- 金時豆 - インゲンマメの代表的銘柄[9]。アズキ（金時）と色合いが同じだから金時豆と呼ばれるようになったなど諸説ある。金時豆の主力品種に大正金時があり、北海道の幕別村（現在の幕別町）で発見された後、大正村（現在の帯広市）で量産されるようになったことからこの名がある[9]。金時豆の栽培品種には、このほか北海金時[10]、丹頂金時[10]、福勝（ふくしょう）[9][10]などがある。なお流通上は赤色系品種が「金時豆」、白色系品種が「白金時豆」の銘柄名で総称されている[9]。
- うずら豆 - 種皮が鳥の一種ウズラもしくはその卵に模様が似ていることに由来する[11]。英語名pinto bean（モザイク模様の豆）。主に煮豆や甘納豆の原料に使われる[12]。「福粒中長（ふくりゅうちゅうなが）」「福うずら」などの品種があり、大粒で多収という特徴を持っている[11]。よく似た外観の白と紫のクランベリー豆と呼ばれるものもある。
- 虎豆 - 蔓性のインゲンマメの一種で、種皮の模様がトラに似ることからこの名がある[13]。主に煮豆に使われる[12]。虎豆の主な栽培品種には福虎豆[10]などがある。
- 大福豆（おおふくまめ） - 蔓性のインゲンマメの一種で白色で腎臓型[14]。高級豆として扱われ値段はやや高め[14]。主な産地は北海道の胆振地方、北見地方[14]。大福豆の主な栽培品種には洞爺大福[10]などがある。
- 手亡（てぼう） - 白い種皮色を持つ小粒の白インゲン豆の銘柄種。白い色を活かして、主に白餡の材料に使われる。「姫手亡」「雪手亡」「絹てぼう」などの品種が栽培されている[15]。
- モロッコインゲン - 莢を食べる平莢種で、長さ20 cm以上になる。莢を湯通しして、和え物、煮物などに使う[16]。
- 南星インゲン（ハイブシインゲン） - 沖縄で作出された暑さに強いつるあり種。莢は丸サヤで、筋がなくやわらかく、甘みが強い[17]。若い莢を、お浸しや炒め物、胡麻和え、汁の実、天ぷらなどに使う[16][17]。
- 黄インゲン（バターインゲン） - 莢が淡黄色をしているのが特徴で、丸サヤと平サヤがある。若い莢を食べ、クセがなく、茹でると薄い黄緑色になる[16]。
- 紫インゲン - 莢が濃い紫色をしているのが特徴で、若い莢を茹でると緑色になる[16]。「パープル・ホープ」「ドワーフ・ビーン・アメジスト」「パープル・クィーン」「パープルトライアンフ」「パープル・キング」などの品種がある。

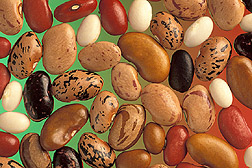
さまざまなインゲン豆
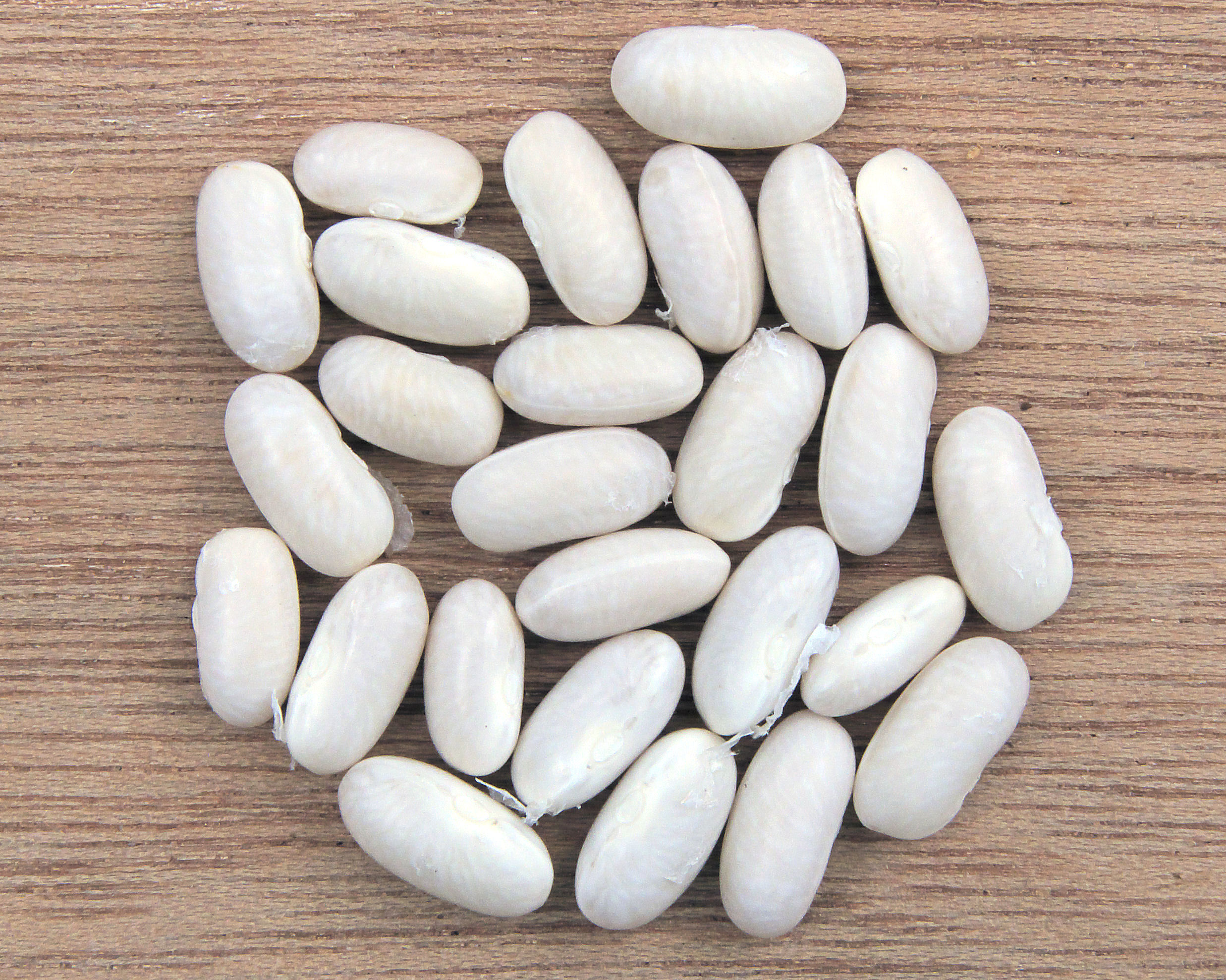
白インゲン豆
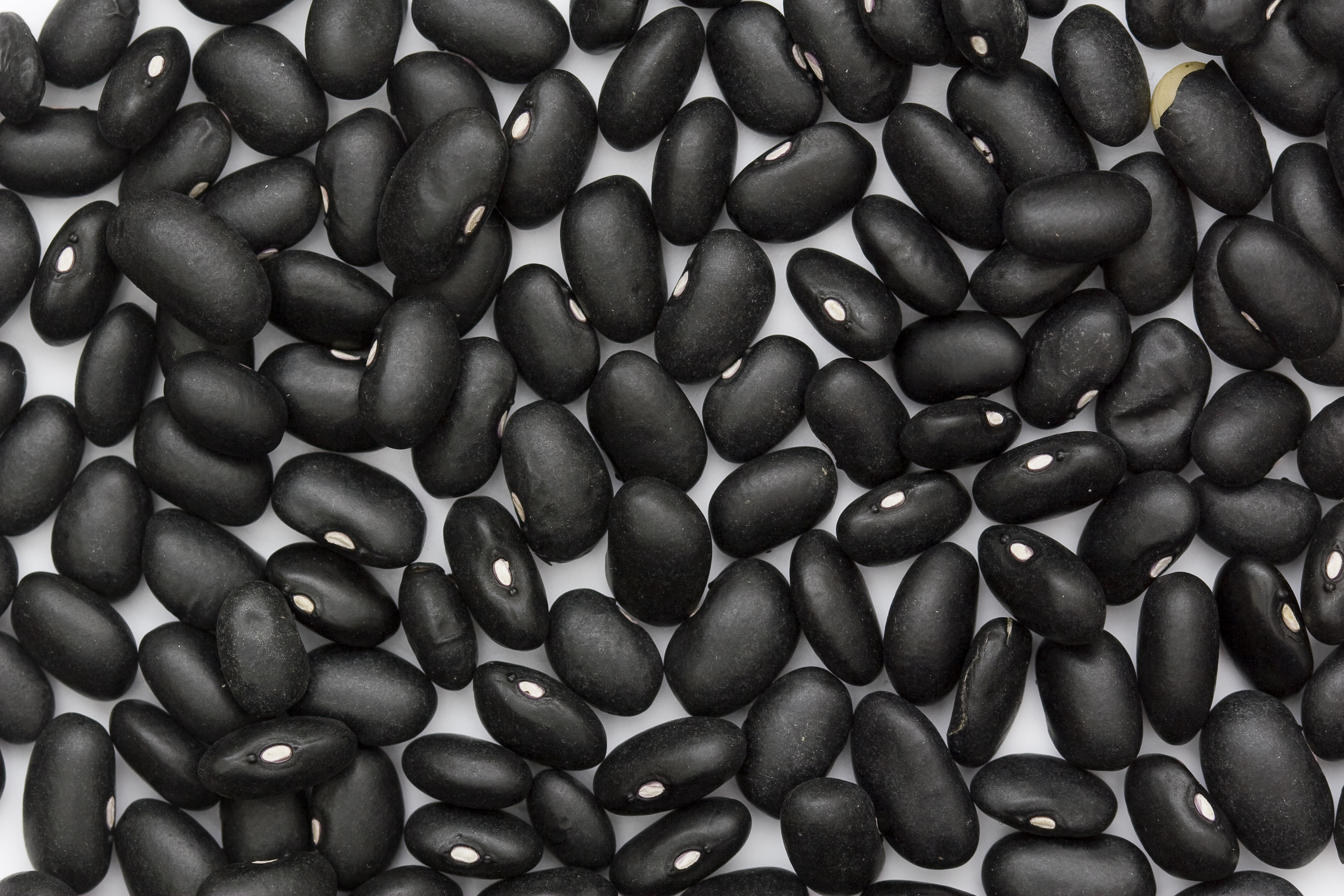
ブラックタートルビーン（黒インゲン豆）
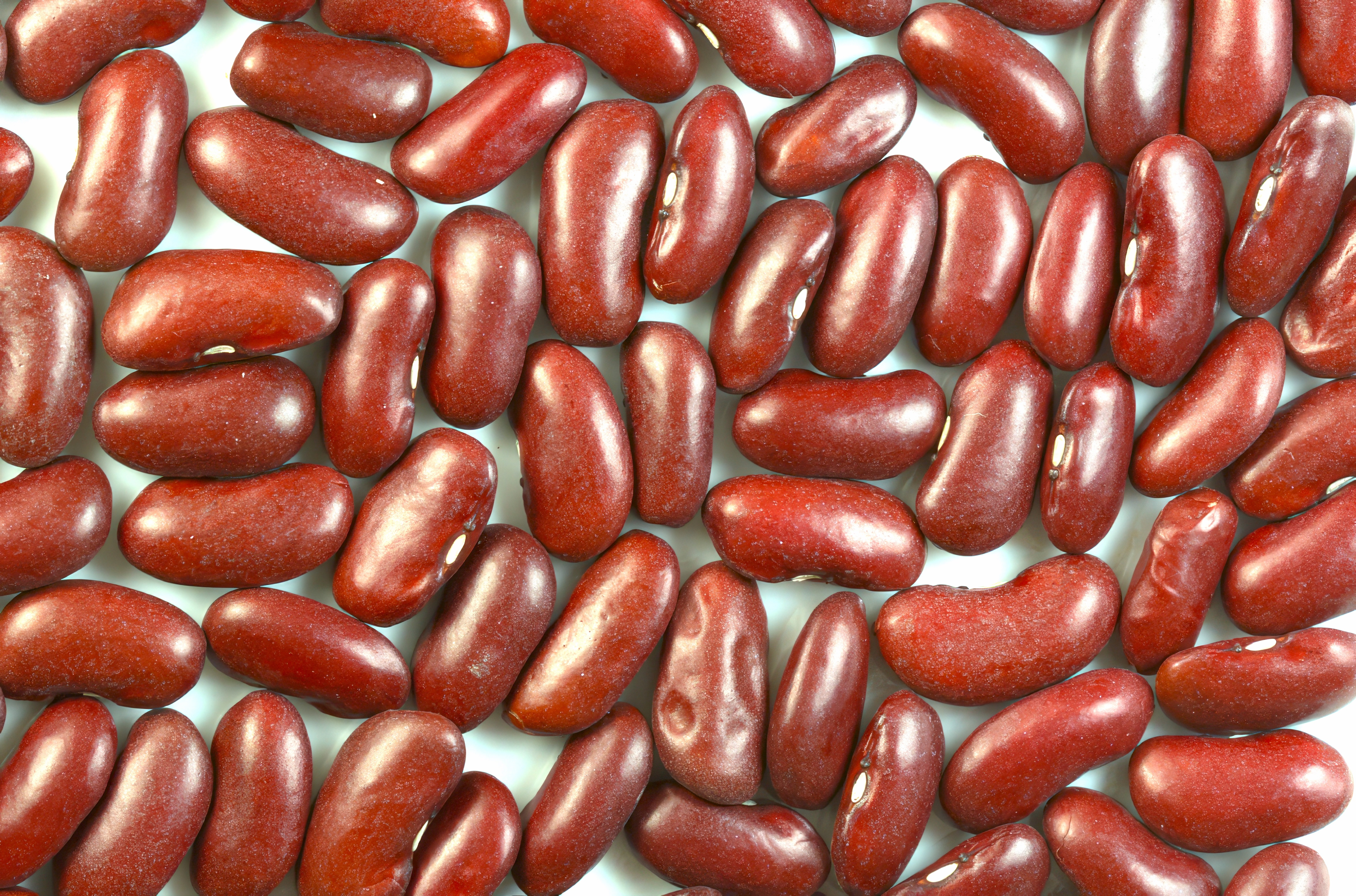
キドニービーンズ（赤インゲン豆）
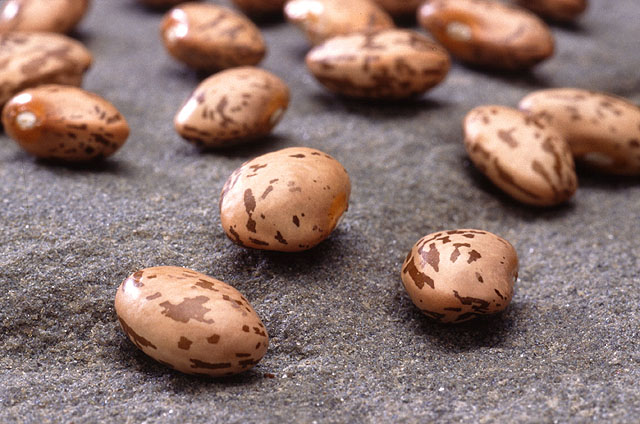
うずら豆

### 毒性
生または加熱不十分なインゲン豆を摂取すると、激しい嘔吐や下痢といった急性中毒症状が生じる。サラダやキャセロールなどの鍋料理にインゲン豆を使用したときに発生しやすい。赤インゲン豆（Phaseolus vulgaris）中毒、金時豆中毒などと呼ばれ、豆類全般に含まれるレクチンの一種、フィトヘマグルチニン（Phytohaemagglutinin、PHA）の作用である。レクチンは蛋白質なので加熱すれば変性し、人体には無害になる。レクチンを無毒化するためには、豆を十分に加熱する必要がある。80度以下の温度で加熱すると、逆に毒性が5倍に増加するとされる。特に赤インゲン豆には白インゲン豆の3倍量のフィトヘマグルチニンを含有し、僅か4-5個の生豆の摂取で発症しうる。症状は強く重症化する症例もあるが、大部分は数時間で軽快する。フィトヘマグルチニンはインゲン豆以外の豆にも少量含有され、例えばソラマメには赤インゲン豆の5-10％のフィトヘマグルチニンを含む。
2006年（平成18年）5月6日、TBSテレビで放送された『ぴーかんバディ!』で、白インゲン豆を3分間炒ってから粉にして、ご飯にまぶして食べるダイエット法を紹介したところ、激しい嘔吐や下痢などの健康被害が全国で発生した。

## 栽培
春に種をまき、初夏から初秋にかけて収穫する。生育期間が短いので、何回にも分けて種まきできる。他の野菜の間作にも適している。またインゲンマメは、1年に3回収穫できることから、関西地方では「三度豆」とも称される。つるあり種、つるなし種ともにつくることができ、4月から8月にかけて3回に分けて種をまけば、同じ畝と支柱で7 - 10月の長期間にわたって収穫することも可能である。
マメ類の中では高温を好み、栽培適温は20度前後で、25度以上の高温になると花粉の稔性が低下して実がつきにくくなる。発芽には20度以上、生育には10度以上の地温と気温が必要である。霜には極めて弱く、春の遅霜の恐れがなくなったころから作付けする。土壌水分には比較的敏感であるので、排水や乾燥には留意したほうがよい。つるあり種（つる性）とつるなし種（矮性）があり、つるあり種はつるが伸びる前に支柱を立てて絡ませるようにする。つるなし種は放任栽培でよい。マメ科植物は、根に寄生している根粒菌の働きによって窒素固定を行い栄養源として利用する性質があり、肥料の3大要素のひとつである窒素分を多く与える必要はない。しかし、インゲンマメでは非常に生育が早く、若ざやを利用するので、他のマメ類にくらべると窒素分を含めて肥料不足になりがちである。
種は畑に直まきする方法と、育苗して定植する方法がある。育苗ポットに種をまいて保温して苗を育成すれば、直まき栽培よりも収穫が早まる。発芽して本葉が出始めたころに間引きをして1本残すようにし、第2本葉が出始めたころが植え替えどきになる。畑は植え付けの1か月前からよく耕しておき、2週間前に溝を掘って元肥を施してから、排水性をよくするため畝を高めにつくる。苗を植え付けるときは、株間30 cm程度を目安に植え付ける。直まきするときは、畝に1カ所3粒ずつ種をまき薄く覆土する。
インゲンマメには、つるあり種とつるなし種があり、つるあり種はつるを長く伸ばして生長し、収量もつるなし種より多収になる。莢の筋がかたいものが多かったが、品種改良で筋がないものも出回っている。つるあり種を長期収穫するには2.2 m以上の長い支柱を立てて、隣の支柱と途中で交差させて上方を開き、先の方まで手が届くように立てておく。最初の追肥は草丈20 cmころ、2回目は20日後に行い、収穫期に入ってきたら半月に1度くらいで化成肥料などを与える。さやが太ってきたら、できるだけ早く収穫する。最盛期は朝夕2回収穫することができる。乾燥や肥料不足になると、不受精が起こりやすくなり、曲がったさやができたり、極端に短いさやができることもある。
病虫害は、アブラムシやスリップス、ハダニが発生しやすい。早期に見つけて、薬剤を散布して防除する。

## 産地
完熟豆としての国内の産地は圧倒的に北海道（主に十勝地方）で全体の9割に達する。2023年度（令和5年度）の実績は全国の作付面積5,900 haの内北海道が5,500 ha、収穫量は全国で約5,200 t、2006年（平成18年）の作付面積は8,880 haで収穫量は18,000 tとなっており、生産量は緩やかに減少傾向にある。日本では冬場に流通する9割はオマーン産だったが、コストの問題で中断している。
2010年代の世界的な生産量は年にもよるが約27,000千トン程度で、国別の最大はインドで6,000千トン、ブラジル、ミャンマーがそれぞれ3,000千トン程度で続く。その他の生産量上位国は原産地である中南米を含む南北アメリカ大陸の国、アフリカ東部諸国、中国などが多い。

## 利用・栄養価
| 項目                 | 分量（g） |
| -------------------- | --------- |
| 脂肪                 | 1.06      |
| 飽和脂肪酸           | 0.154     |
| 16:0（パルミチン酸） | 0.136     |
| 18:0（ステアリン酸） | 0.018     |
| 一価不飽和脂肪酸     | 0.082     |
| 18:1（オレイン酸）   | 0.082     |
| 多価不飽和脂肪酸     | 0.586     |
| 18:2（リノール酸）   | 0.228     |
| 18:3（α-リノレン酸） | 0.358     |

若いさやを食べる軟莢種（サヤインゲン）と、完熟させて乾燥した種子（豆）を食べる種実用種（インゲン豆）に大別できる。サヤインゲンは、莢が丸いタイプの「丸サヤ」と、莢が平らなタイプの「平ザヤ」の2タイプがある。若い莢を食べる品種は、夏場（6 - 9月）に食材としての旬を迎える。
インゲン豆は安価で低脂肪、高蛋白の非常に優れた食品で、世界中で主食または主要な蛋白源として利用される。サヤインゲンは、抗酸化作用があるβ-カロテンや、疲労回復効果があるアスパラギン酸、リジンなどを含むため、夏の緑黄色野菜として利用できる。
サヤインゲンは、生のまま天ぷらにするか、塩茹でにして和え物やおひたしにするか、あるいはバター炒めにすることが多い。調理で下ごしらえする際は、筋のかたいものは、茹でてからヘタのほうから筋をとるとよく、筋もやわらかい品種のものは、茹でてからヘタの先を切るとよいとされる。莢が長いので、食べやすい大きさに切ったり、薄く斜め切りにして料理に使われる。
若い莢を収穫せずに完熟させると、やがて枯れて中に豆ができる。この豆を食べるインゲンマメは、金時豆などが代表種として知られる。成熟した種子は乾燥させて貯蔵し、煮豆や甘納豆、菓子用の餡などに用いられる。フランス料理・イタリア料理では白インゲン豆が煮込み料理に好んで使用される。乾燥重量の2割余りをタンパク質が占める。アミノ酸組成のバランスも良くアミノ酸スコアは100であり、特にリシンを豊富に含み、リシンが不足している主要3大穀物（小麦、トウモロコシ、米）との食べ合わせも良い。ラテンアメリカ諸国の重要な蛋白源でもある。

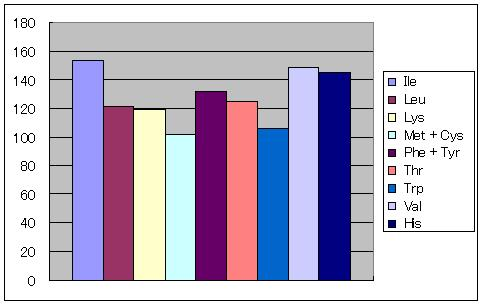
インゲンマメのアミノ酸スコア

## インゲンマメを用いた食品・料理
- 煮豆
- 甘納豆
- ぜんざい
- 餡
- フリホレス
- フェジョアーダ
- カスレ
- チリコンカーン
- ベイクドビーンズ